# José Caeiro
José Caeiro Igos (Fuenterrabía, Guipúzcoa, España, 14 de febrero de 1925 - 14 de enero de 1981 ) fue un futbolista y entrenador español. Jugó de delantero en Primera División de España con la Real Sociedad de Fútbol y Valencia Club de Fútbol, y en la Primera División de Francia con el Stade Rennais Football Club.

## Trayectoria
Caeiro jugó primeramente en el Fuenterrabía y en el Karizpe. Posteriormente jugó en el Racing Club de Ferrol en Segunda División donde tuvo actuaciones muy destacadas (es uno de los mayores goleadores de la historia del club gallego). En la temporada 1948/49 jugó en Segunda división con la Real Sociedad donde obtuvo unos registros muy buenos, 38 encuentros jugados y 26 goles anotados. Tras el ascenso jugó dos temporadas en Primera con la Real. Posteriormente jugó con el Valencia en Primera y con el Hércules en Segunda hasta que fichó en 1953 por el Stade Rennais donde también tuvo un rendimiento notorio en el fútbol francés.

## Clubes
| Club                  | País    | Periodo             |
| --------------------- | ------- | ------------------- |
| Racing Club de Ferrol | España  | 1944-1948;1958-1959 |
| Real Sociedad         | España  | 1948-1951           |
| Valencia C. F.        | España  | 1951-1952           |
| Hércules C. F.        | España  | 1952-1953           |
| Stade Rennais F. C.   | Francia | 1953-1957           |